# Chamber (personaje)
Jonothon "Jono" Evan Starsmore, más conocido como Chamber (Cámara en España) es un superhéroe que aparece en los cómics estadounidenses publicados por Marvel Comics. El personaje suele asociarse con los X-Men y los Nuevos Guerreros.
Jono, un mutante británico, poseía la capacidad de lanzar ráfagas de energía desde su pecho. Tenía un control limitado de su poder y destruyó gran parte de su pecho y la parte inferior de su rostro cuando surgieron sus poderes. Perdió sus poderes el día M. Durante un tiempo utilizó la tecnología para dotarse de habilidades sonoras. Recuperó sus poderes después de los acontecimientos de Age of X.
Jonothon era miembro del equipo juvenil de X-Men Generación X. Estaba malhumorado y de mal humor y tenía dificultades para vincularse con sus compañeros de equipo. Desde entonces le han ofrecido un puesto permanente en el personal docente de los X-Men.

## Historial de publicaciones
Fue creado por Scott Lobdell y Chris Bachalo. Hizo su debut en Generation X # 1, en noviembre de 1994.

## Biografía ficticia

### Origen
Jonothon Evan Starsmore ("Jono" para los amigos) es un nativo de Londres, y un mutante que posee un horno de energía psiónica en el pecho. Este poder se manifestó por vez primera en una explosión durante una fiesta a la que asistió con su entonces novia, Gayle Edgerton. Su manifestación inicial destruyó gran parte de su pecho y su cara inferior y lisió a Gayle. Como resultado de su desfiguración, Jono solo puede "hablar" a través de la telepatía. No come, bebe o respira. Se cree que, o bien la energía psiónica lo sostiene sin necesidad de sus órganos vitales, o que su cuerpo no es más que una cáscara, y que en realidad está hecho de energía psiónica. Esto se ve apoyado por el hecho de que Jono es inmune al "Factor de la Muerte" de Omega Rojo, lo que significa que no se sostiene por "fuerza vital". La primera manifestación de sus habilidades es su capacidad para disparar ráfagas de gran alcance de fuerza psiónica. Se ha implicado en numerosas ocasiones que Jono es potencialmente uno de los mutantes más poderosos de la Tierra. Su desfiguración también dejó a Jono triste y enojado y sus compañeros le han encontrado a menudo difícil de tratar.

### Generación X
Poco después de que sus poderes mutantes se manifestaron, Jonothon aceptó una invitación para unirse a la Escuela Xavier para Jóvenes Dotados. En el aeropuerto, fue atacado por Emplate, un mutante malvado vicioso, que se alimenta de material genético mutante para sobrevivir. El joven equipo de mutantes conocido como Generación X, llegó para salvarlo.
Emplate capturó a Chamber con ayuda de su exnovia, Gayle y luego los encarceló a los dos. Gayle culpó a Jono por arruinar su vida, pero los dos lograron superar el dolor después que el resto de que Generación X los liberó. Más tarde, Chamber inició una relación sentimental con Husk, aunque su relación era extraña y tensa. 
La mayor victoria de Jono durante el tiempo que estuvo con Generación X fue cuando Banshee fue atacado por el mutante asesino en serie Omega Rojo. Con su maestro incapacitado, Chamber dirigió al resto del equipo y logró derrotar al asesino.
A pesar de su tiempo en la escuela, Jono nunca fue capaz de hacerse con el control completo de sus habilidades. Chamber creció aún más deprimido al ver que Synch, que podía duplicar los poderes de un mutante cercano, era más competente con las facultades propias de Chamber que él mismo. Cuando la escuela fue revelada como refugio a los estudiantes mutantes, un grupo anti-mutante atacó a la escuela. Después de que Synch fue asesinado por una bomba, los chicos de Generación X sintieron que su entrenamiento había terminado, y tuvieron que usar sus poderes para ayudar a la humanidad. Chamber fue el único estudiante que obtuvo un lugar entre los X-Men por Charles Xavier.

### X-Men y Arma X
Después de no poder unirse a los X-Men, Chamber volvió a Londres, donde se conectó con la estrella del pop Sugar Kane, creando una publicidad bombardeo de la cantante, pero ella y Chamber se separaron después de que su gerente organizó su secuestro por las fuerzas anti-mutantes después una historia falsa de un tabloide sobre su embarazo por Jono. Los X-Men se reunió con Chamber en Londres y lo convencieron para unirse al equipo. Permaneció en el equipo durante un tiempo, pero a menudo mostró su frustración al ser tratado como un miembro más joven por sus compañeros de equipo, incluso después de haber jugado un papel importante en la derrota de la Hermandad de mutantes diabólicos de Mystique cuando se infiltró en la X-Corporation de Banshee.
Después de un momento tenso en los X-Men, Chamber investigó los asesinatos aparentes de los estudiantes mutantes en la Empire State University en su nombre. Allí se ligo románticamente a la mutante rptilesca, Amber. Después, él pidió ser relevado del servicio activo de los X-Men, alegando que aún tenía mucho que aprender. 
Mientras estaba de regreso en la escuela, Chamber vio a Husk en los brazos de Arcángel. También vio la muerte de su amigo Skin a manos de la Iglesia de la Humanidad. Después de un periodo difícil con Husk, los X-Men fueron llamados a un bar donde Jono, lleno de ira, atacó a Arcángel antes de ser derrotado por Wolverine. Chamber fue entregado a las autoridades y en la cárcel, recibió la visita de Brent Jackson, quien le ofreció una invitación para unirse al Proyecto Arma X. Arma X restauró su cuerpo dañado y fue enviado en una misión para matar a John Sublime. Al parecer, lo hizo, convenciendo a Arma X de su lealtad.

### Clan Akkaba
Después de la deformación de la realidad a manos de la Bruja Escarlata, Jono fue uno de los muchos mutantes que fueron despojados de sus poderes cuando la realidad fue restaurada. Al parecer, sus poderes fallaron durante una misión con Arma X. Se reveló que Bestia era capaz de salvar su vida después de la pérdida de sus poderes, pero las circunstancias exactas son desconocidas. Los X-Men lo llevaron, para ser atendido, a un hospital en terapia intensiva.
Jono fue trasladado a un hospital en Inglaterra, pero fue secuestrado por su terapeuta unas semanas más tarde. Su terapeuta era Frederick Slade, un miembro del clan Akkaba, los descendientes directos de Apocalipsis y parientes lejanos de Jono. Bajo las órdenes de Ozymandias, Jono fue curado por completo después por el clan que le dio grandes cantidades de sangre de Apocalipsis, no solo restaurando su cuerpo, sino que causándole una pigmentación y una apariencia de una versión más joven de Apocalipsis. Como descendiente directo del mismo Apocalipsis, Jono era automáticamente miembro del clan y fue recibido incluso por su consejo de gobierno, pero rechazó su oferta. Jono fue abordado también por el super equipo británico Excalibur pero él se negó, diciendo que solo quería que lo dejaran solo.

### New Warriors
Jono resurgió una vez más, ahora con el nombre clave de Decibel, como miembro de los New Warriors de Night Trasher. En este nuevo personaje, Jono tenía un traje de alta tecnología, lo que le dio la capacidad de crear solidificadas construcciones sonoras. Reveló que él eligió esos poderes porque no quería ser más un arma de destrucción masiva. Él sirvió con el grupo durante un tiempo, hasta que se decidió que debían separarse. Fue vista por última vez saliendo en compañía de Júbilo, y otros miembros supervivientes del equipo.

### Regreso con los X-Men
Jono finalmente se dirigió a la nación-isla de Utopia de los X-Men. Poco después de su llegada, una de las personalidades del hijo de Xavier, Legión reescribió la historia de los X-Men. En este mundo reescrito, Jono fue una vez más conocido como Chaber y había recuperado sus poderes mutantes perdidos. Cuando se restableció la normalidad, Jono fue uno de los pocos X-Men que conservaban sus cambios físicos de esta realidad alterada. Ahora, una vez más poseyendo un enorme agujero en el pecho y la mandíbula, Jono está actualmente bajo observación por el biólogo a los X-Men residente, la Dra. Kavita Rao.
Chamber es mencionado por las Stepford Cuckoos como respuesta a una amenaza Centinela en Berlín junto a Warpath. Después del cisma de los X-Men, Chamber decidió seguir a Wolverine en la "Escuela Jean Grey para jóvenes dotados" en Nueva York.
Chamber está dictando un curso sobre cambios físicos en la Escuela Jean Grey, cuando defiende a sus alumnos de un ataque de Omega Weapon mientras daba una conferencia en clase.

## Poderes
Las cavidades torácica y abdominal de Jono, contienen un horno de energía psiónica capaz de producir fusión nuclear cuya energía de salida se puede proyectar como ráfagas de fuerza de conmoción o láser. Si bien la manifestación de dichos poderes destruyó la mayor parte de sus órganos vitales, tales pérdidas se han compensado ya que puede transmitir sus pensamientos a otros telepáticamente y no requiere de alimentos u oxígeno. 
Después de quedar sin poderes por los sucesos del "Día-M", el cuerpo de Jono fue reconstruido por el Clan Akkaba en la imagen del Apocalipsis y posteriormente emplearon la tecnología para imitar los poderes sónicos como Decibel. Estos poderes incluyen explosiones sónicas de vuelo, y la creación de estructuras sólidas de energía.

## Otras versiones

### Era de Apocalipsis
En esta realidad, Chamber es el líder de Generación X y al parecer, sobrevivió a la destrucción de su cuerpo gracias a un implante cibernético. Él tiene una relación con Husk.

### Amalgam Comics
Chamber se fusiona con Jonah Hex de DC Comics para conformar a Jono Hex, líder de la Generación HeX.